# Tore Devos
Tore Devos (Kortrijk, 11 mei 1996) is een Belgisch handbalspeler.

## Levensloop
In 2018 speelde Devos bij Apolloon Kortrijk.
In het seizoen 2023-2024 zal Devos aantreden bij handbalclub Izegem.